# Gani Merja
Gani Merja (né le 23 janvier 1933 à Tirana en Albanie et mort le 25 janvier 1989) est un footballeur international albanais qui évoluait au poste de défenseur.

## Biographie

### Carrière en club
Avec le club du Partizan Tirana, il joue un match en Coupe d'Europe des clubs champions.

### Carrière en sélection
Gani Merja reçoit deux sélections en équipe d'Albanie.
Il joue son premier match en équipe nationale le 15 septembre 1957, en amical contre la Chine (défaite 3-2 à Pékin). Il dispute son second match le 4 mai 1958, en amical contre l'Allemagne de l'Est (score : 1-1 à Tirana).

## Palmarès
Partizan Tirana
- Championnat d'Albanie (7) :
  - Champion : 1954, 1957, 1958, 1959, 1961, 1962-63 et 1963-64.
  - Vice-champion : 1953, 1955, 1956 et 1960.
  - Meilleur buteur : 1959 (6 buts).

- Coupe d'Albanie (4) :
  - Vainqueur : 1957, 1958, 1961 et 1963-64.
  - Finaliste : 1954.